# Johan Falk: De fredlösa
Johan Falk: De fredlösa es una película de acción estrenada el 4 de noviembre de 2009 dirigida por Daniel Lind Lagerlöf. La película es la novena entrega de la franquicia y forma parte de las películas de Johan Falk.
La película fue estrenada el mismo día que la octava entrega de la franquicia Johan Falk: Operation Näktergal.

## Sinopsis
La administración de la policía le da a Johan Falk y a sus colegas del "GSI" órdenes específicas para utilizar cualquier medio en contra del crimen organizado cuando una fiscal es sometida a un ataque explosivo. Las cosas comienzan a ponerse aún más tensas cuando los medios de comunicación se enteran del ataque y acusan a la policía de no ser fuertes con los criminales.

## Personajes

### Personajes principales
| Actor               | Personaje          | Ocupación                      |
| ------------------- | ------------------ | ------------------------------ |
| Jakob Eklund        | Johan Falk         | Oficial de la Unidad GSI       |
| Joel Kinnaman       | Frank Wagner       | Informante / Infiltrado        |
| Meliz Karlge        | Sophie Nordh       | Oficial de la Unidad GSI       |
| Mikael Tornving     | Patrik Agrell      | Jefe de la Unidad GSI          |
| Henrik Norlén       | Lasse Karlsson     | -                              |
| Jacqueline Ramel    | Anja Månsdottir    | Detective Inspectora           |
| André Sjöberg       | Dick Jörgensen     | Oficial de la Unidad GSI       |
| Lars G. Svensson    | Lennart Jägerström | -                              |
| Miroslaw Zbrojewicz | Morosov            | -                              |
| Fredrik Dolk        | Peter Kroon        | Detective Inspector            |
| Maria Hörnelius     | Franzén            | Oficial de Policía del Condado |
| Bahador Foladi      | Chris Amir         | -                              |
| Zeljko Santrac      | Matte              | Oficial de la Unidad GSI       |

### Personajes secundarios
| Actor                   | Personaje        | Ocupación               |
| ----------------------- | ---------------- | ----------------------- |
| Marie Richardson        | Helén Andersson  | -                       |
| Ruth Vega Fernandez     | Marie Lindell    | Novia de Frank          |
| Frederik Nilsson        | Erik Berg        | -                       |
| Marie Delleskog         | Wexell           | -                       |
| Darko Savor             | Mischa           | -                       |
| Stig Engström           | David Lager      | -                       |
| Jonas Sjöqvist          | Roger Nordh      | ex de Sophie            |
| Åsa Fång                | Nadja Agrell     | Esposa de Patrick       |
| Tom Lidgard             | Max Agrell       | Hijo de Patrick         |
| Dennis Alvdén           | Robin Agrell     | Hijo de Patrick         |
| Isidor Alcaide Backlund | Ola Falk         | Hijo de Johan           |
| Hanna Ullerstam         | Ann-Louise Rojas | -                       |
| Jovan Siladji           | Gnistan Wedberg  | -                       |
| Evalena Ljung-Kjellberg | -                | -                       |
| Anders Lönnbro          | -                | Archivista              |
| Ingvar Örner            | -                | Vigilante               |
| Lasse Karlsson          | Kjell Nyberg     | -                       |
| Jan-Erik Emretsson      | Häll             | Investigador            |
| Jan Coster              | Wallén           | Investigador            |
| Stefan Wern             | -                | Reportero de TV4        |
| Sonny Olofsson          | -                | Motorista               |
| Carl Peter Carlsson     | -                | Oficial de Policía      |
| Måns Ellmark            | -                | Oficial del Equipo SWAT |

## Producción
La película fue dirigida por Daniel Lind Lagerlöf, escrita por Fredrik T. Olsson, con el apoyo de Anders Nilsson y Joakim Hansson en la idea, concepto y personajes.
Producida por Joakim Hansson, con la participación de los ejecutivos Klaus Bassiner, Tomas Eskilsson, Lone Korslund, Claudia Schröder, Åsa Sjöberg, Henrik Stenlund, Berit Teschner y Niva Westlin.  
La edición estuvo a cargo de Darek Hodor.
La música estuvo bajo el cargo de Bengt Nilsson, mientras que la cinematografía en manos de Andreas Wessberg.
Filmada en Gotemburgo en Suecia y en Kiel, Schleswig-Holstein y Berlín, en Alemania.
La película fue estrenada el 4 de noviembre de 2009 en con una duración de 1 hora con 34 minutos en Suecia.	
La película contó con el apoyo de la compañía productora "Strix Drama", "Film Väst" (coproducción), "Nordisk Film" (coproducción) y por "Bremedia Produktion" (coproducción). 
En el 2009 la película fue distribuida por "Nordisk Film" en Suecia por DVD y en el 2013 por "Red Arrow International" en todo el mundo y por todos los medios de comunicación. Otra compañía que participó fue "Ljudligan" (estudio de grabación de sonido).

### Emisión en otros países
| País     | Título                                  | Fecha de Estreno        |
| -------- | --------------------------------------- | ----------------------- |
| Alemania | GSI - Spezialeinheit Göteborg: Explosiv | 11 de diciembre de 2009 |
| Hungría  | Johan Falk: A bosszú                    | -                       |